# Platysoma aurelianum
Platysoma aurelianum är en skalbaggsart som först beskrevs av Horn 1873.  Platysoma aurelianum ingår i släktet Platysoma och familjen stumpbaggar. Inga underarter finns listade i Catalogue of Life.